# Guy Mazzoni
Guy Mazzoni (* 29. August 1929 in Tunis; † 25. Oktober 2002 in Montreuil-sur-Mer) war ein französischer Schachspieler.
Mazzoni, der von Beruf Arzt war, wuchs in Tunesien auf und gewann 1947 die tunesische Einzelmeisterschaft. In den 1960er Jahren gehörte er zu den stärksten französischen Spielern. Er gewann 1961 und 1965 die französische Meisterschaft und nahm mit Frankreich an den Schacholympiaden 1964 und 1966 teil. Mazzoni vertrat Frankreich bei zwei Zonenturnieren, er erreichte 1963 in Enschede den 13. und 1966 in Den Haag den 14. Platz.
Seine höchste historische Elo-Zahl war 2437 im April 1963, seine höchste Elo-Zahl der FIDE 2260 bei Einführung dieser Wertung 1971.